# Uca
Uca Leach, 1814 é um género de pequenos caranguejos, que inclui as espécies conhecidas pelo nome comum de chama-maré, pertencente à família dos ocipodídeos, que são encontrados no Atlântico. Tais caranguejos são geralmente pequenos, sendo os machos possuidores de uma das pinças bem maior que a outra. Costumam viver em manguezais e na zona entre marés, de praias arenosas protegidas, de baías e de estuários. Também são conhecidos pelos nomes de caranguejo-violinista, catanhão-tesoura, chora-maré, ciecié, maracauim, siri-patola, tesoura, vem-cá, chié.

## Descrição
Os caranguejos Uca são caracterizados por um forte dimorfismo sexual, no qual os machos apresentam uma das quelas mais desenvolvida, compreendendo quase a metade da massa corporal do animal, enquanto as fêmeas apresentam os dois quelípodes de mesmo tamanho.
Os chama-marés estão entre os habitantes mais familiares das áreas de estuários, exercendo um importante papel estrutural e funcional na ecologia dos manguezais. Esses caranguejos, ao removerem a terra, promovem uma grande bioperturbação, a qual auxilia na ciclagem de nutrientes e de energia no ambiente.

## Subgéneros e espécies
| - 'malaricuindesteriae - Uca bellator - Uca elegans - Uca hirsutimanus - Uca longidigitum - Uca polita - Uca seismella - Uca signata - Gelasimus - Uca borealis - Uca dampieri - Uca formosensis - Uca hesperiae - Uca neocultrimana - Uca tetragonon - Uca vocans - Uca vomeris | - Leptuca - Uca annulipes - Uca argillicola - Uca batuenta - Uca beebei - Uca bengali - Uca coloradensis - Uca crenulata - Uca cumulanta - Uca deichamnni - Uca dorotheae - Uca festae - Uca helleri - Uca inaequalis - Uca lactea - Uca latimanus - Uca leptochela - Uca leptodactyla - Uca limicola - Uca mjoebergi - Uca musica - Uca oerstedi - Uca panamensis - Uca perplexa - Uca saltitanta - Uca speciosa - Uca spinicarpa - Uca stenodactylus - Uca tallanica - Uca tenuipedis - Uca terpsichores - Uca tomentosa - Uca triangularis | - Minuca - Uca brevifrons - Uca burgersi - Uca ecuadoriensis - Uca galapagensis - Uca herradurensis - Uca longisignalis - Uca marguerita - Uca minax - Uca mordax - Uca panacea - Uca pugilator - Uca pugnax - Uca pygmaea - Uca rapax - Uca subcylindrica - Uca thayeri - Uca umbratila - Uca victoriana - Uca virens - Uca vocator - Uca zacae - Paraleptuca - Uca chlorophthalmus - Uca crassipes - Uca inversa - Uca sindensis | - Tubuca - Uca acuta - Uca arcuata - Uca capricornis - Uca coarctata - Uca demani - Uca dussumieri - Uca flammula - Uca forcipata - Uca paradussumieri - Uca rhizophorae - Uca rosea - Uca typhoni - Uca uvillei - Uca - Uca heteropleura - Uca insignis - Uca intermedia - Uca major - Uca maracoani - Uca monolifera - Uca ornata - Uca princeps - Uca stylifera - Uca tangeri |